# Харрис, Мэтью
Мэ́тью «Мэт» Ха́ррис (англ. Mathew "Mat" Harris; род. 1962) — канадский кёрлингист.
В составе мужской сборной Канады бронзовый призёр чемпионата мира 2004. Чемпион (2004) и призёр чемпионатов Канады среди мужчин.

## Достижения
- Чемпионат мира по кёрлингу среди мужчин: бронза (2004).
- Чемпионат Канады по кёрлингу среди мужчин: золото (2004), бронза (2006).

## Команды
| Сезон   | Четвёртый     | Третий        | Второй       | Первый          | Запасной                                   | Турниры                               |
| ------- | ------------- | ------------- | ------------ | --------------- | ------------------------------------------ | ------------------------------------- |
| 1998—99 | Марк Дэйси    | Роб Харрис    | Мэтью Харрис | Alan Cameron    |                                            |                                       |
| 1999—00 | Марк Дэйси    | Paul Flemming | Blayne Iskiw | Мэтью Харрис    |                                            |                                       |
| 2000—01 | Paul Flemming | Марк Дэйси    | Blayne Iskiw | Tom Fetterly    | Мэтью Харрис                               |                                       |
| 2000—01 | Марк Дэйси    | Paul Flemming | Blayne Iskiw | Tom Fetterly    | Мэтью Харрис                               | ЧК 2001 (5 место)                     |
| 2003—04 | Марк Дэйси    | Брюс Лонс     | Роб Харрис   | Эндрю Гибсон    | Мэтью Харрис тренер: Питер Коркам (ЧК, ЧМ) | КК 2004 (7 место) · ЧК 2004 · ЧМ 2004 |
| 2005—06 | Марк Дэйси    | Брюс Лонс     | Роб Харрис   | Эндрю Гибсон    | Мэтью Харрис тренер: Питер Коркам          | КООК 2005 (9 место) · ЧК 2006         |
| 2008—09 | Марк Дэйси    | Брюс Лонс     | Эндрю Гибсон | Kris Granchelli | Мэт Харрис тренер: Питер Коркам            | ЧК 2009 (10 место)                    |
| 2013—14 | Роб Харрис    | Ken Myers     | Мэтью Харрис | Alan Cameron    |                                            |                                       |

(скипы выделены полужирным шрифтом)

## Частная жизнь
Его брат Роб Харрис — тоже кёрлингист, много раз братья играли в одной команде.